# Средњошколски центар „Лазар Ђукић“ Рибник
Средњошколски центар „Лазар Ђукић” Рибник је носилац средњошколског образовања у општини Невесиње. Налази се у улици Раде Јованића бб.

## Историјат
Новоизграђени Средњошколски центар „Лазар Ђукић” је свечано отворио министар просвјете и културе Републике Српске Антон Касиповић 21. септембра 2009, у општини Рибник, поводом дана општине и крсне славе Мале Госпојине. Влада Републике Српске је у изградњу центра уложила 681.000 конвертабилних марака. Свечаном отварању су присуствовали министар рада и борачко–инвалидске заштите Раде Ристовић, народни посланици, ученици и професори овог центра. Похађало га је око двеста ученика, у свом саставу има Гимназију, Дрвно–прерађивачку, Угоститељску и Електро–школу. До изградње нове зграде, ученици су наставу похађали у Основној школи „Десанка Максимовић” Рибник. Средњошколски центар су освештали свештеници Епархије бихаћко-петровачке. Школске 2023—2024. године су садржали занимања Гимназија – Општи смјер и Угоститељство и туризам – Туристички техничар у трајању од четири године и Шумарство и обрада дрвета – Шумар у трајању од три године. Поводом обиљежавања Међународног дана социјалног рада запослени су одржали предавања и разговор са ученицима 21. марта 2023. У децембру исте године су обиљежили Свјетски дан борбе против сиде пригодним предавањем наставника. Били су домаћини регионалног такмичења малих олимпијских игара у малом фудбалу, реализованом у фебруару 2024. године.